# Привольное (Одесская область)
Привольное (укр. Привільне) — село, относится к Великомихайловскому району Одесской области Украины.
Население по переписи 2001 года составляло 279 человек. Почтовый индекс — 67123. Телефонный код — 4859. Занимает площадь 0,19 км². Код КОАТУУ — 5121681903.

## История
В 1945 г. Указом ПВС УССР село Ляхово переименовано в Привольное.

## Местный совет
67123, Одесская обл., Великомихайловский р-н, с. Кирово, ул. Кирова, 5